# Philippe Alain Mbarga
Pour les articles homonymes, voir Mbarga.
Philippe Alain Mbarga, né le 28 janvier 1968 à Obout (Nkolmetet) est un prélat catholique camerounais, troisième évêque d'Ebolowa.

## Biographie
Il est ordonné prêtre le 10 décembre 1994. Le pape François le nomme évêque d'Ebolowa le 22 octobre 2016.

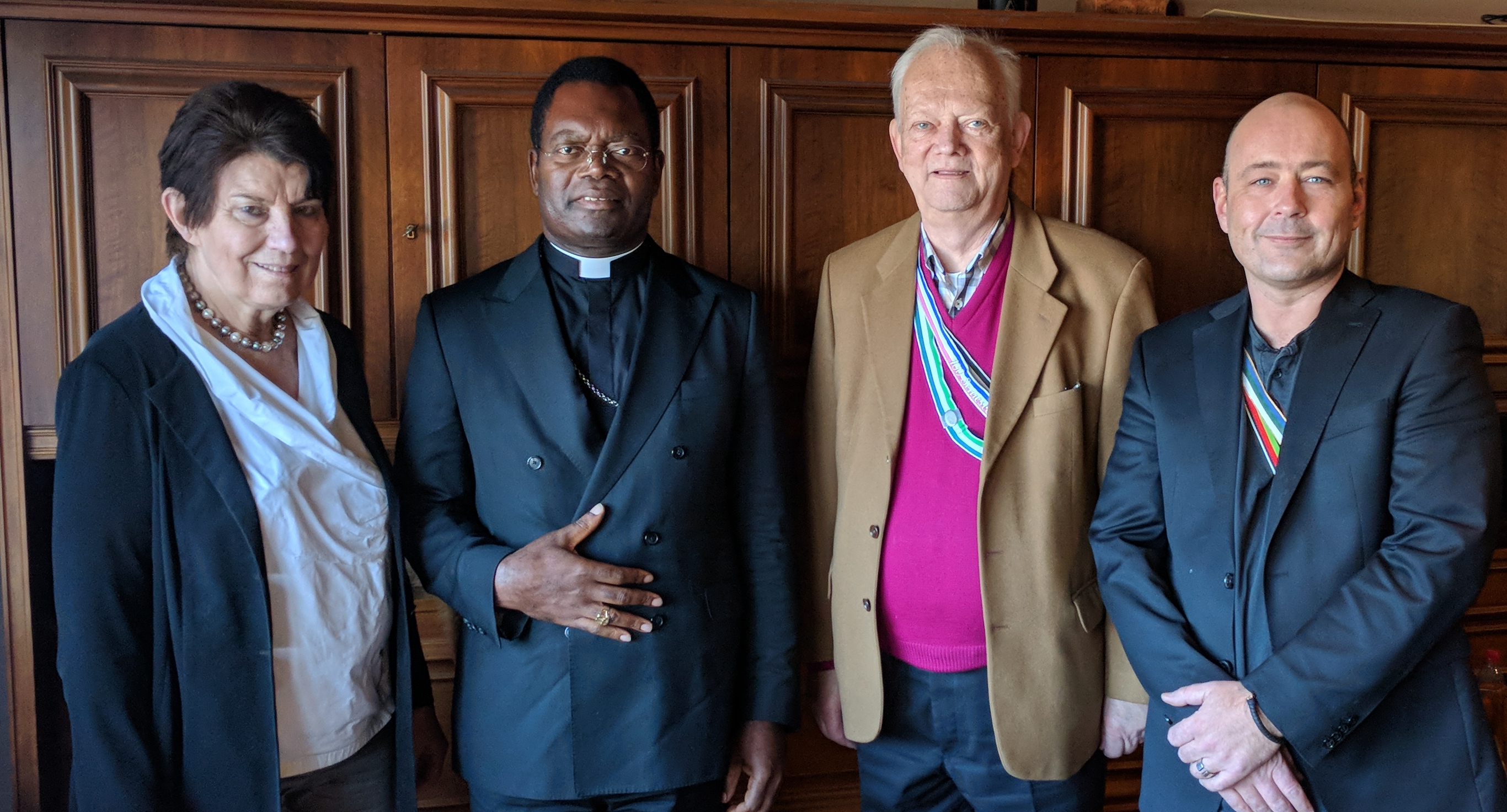
L'évêque Philippe Alain Mbarga en 2018.